# Чеканец (Софийска област)
 За другото българско село вижте Чеканец (Област Кюстендил).  
Чеканец е село в Западна България. То се намира в Община Драгоман, Софийска област.

## География
Село Чеканец се намира в Завалска планина, близо до границата със Сърбия, в южния край на историко-географската област Бурел. Разположено е на 50 километра от София. Надморска височина 850 – 900 метра.

## История
Село Чеканец има богата история, написана е книгата "Чеканец ( из историята на Бурел и с. Чеканец )" (1988) от автор Кирил Попов, издателство на ОФ, 1988 година. В началото на XVIII век то буквално е било разорено и опожарено, а по-голямата част от жителите му са избити от кърджалиите. Спасяват се две семейства, които са били за дърва в гората. Уплашени от видяното, те успяват да избягат и се установяват край с. Видраре. С тях е бил и юношата Лазар, който след 10 – 15 години се завръща в селото и му дава нов живот. От писмени източници на село Видраре, Тетевенско, става ясно, че двете чекански семейства са дошли подгонени от турците при тях в 1720 година. Това ни дава основание да считаме, че тази или година по-рано село Чеканец е било опожарено.
След бягството на двете семейства и установяването им край село Видраре, на 18-20-годишна възраст Лазар отива да работи в Стара Загора, в чифлика на богат българин. При посещение на мелница за смилане на жито, избухва свада между него и един турчин, който не искал да чака реда си. В схватката Лазар убива турчина. Споделя стореното с чорбаджията, който е бил доволен от неговата работа и трудолюбие. Предоставя му една кола, теглена от биволи, пушка и с годеницата си Рада тръгват от Стара Загора в западна посока. След дълги премеждия, движейки се само нощем, достигат до с. Алдомировци, Софийско. Престоят им е кратък и след няколко месеца се преместват край с. Габер, но и тук са за броени месеци. Накрая Лазар решава да се завърне в родното си с. Чеканец, което е в детските му спомени. Установяват се в мерата на запустялото село и отглеждат четирима сина и една дъщеря. Те дават началото на чеканските родове и разделение на махалите.

Селото е известно с това, че в неговото землище падат два самолета. През юни 1944 г. – американски, като пилота скача с парашут и се спасява; и в края на септември 1944 г. – съветски, в който загиват и четиримата летци. Паметникът изграден на височината Чеканска бука е в тяхна чест. При разрастването на селото през XIX и XX век за всеки род и фамилия е избран светец – покровител и на строго определено оброчно място и в деня на светеца се е правил курбан. Фамилията даваща курбана е канила всички от селото на светъц (на местен говор). И до наши дни са запазени и се знаят от старите чеканчани 6 – 7 оброчни места с кръстове под вековни широколистни дървета. Селото отбелязва своя празник на „Спасовден“. От 5 – 6 години традицията е възстановена и всички желаещи да почетат празника се събират на народен събор. Курбанът се дава за здраве от представители на някоя от фамилиите на селото. От година на година събора набира все повече привърженици и последователи. Радва факта, че младите хора доминират и създават усещане за приемственост в народната традиция на село Чеканец.

## Население
| 1880       | 352 |
| 1892       | 327 |
| 1900       | 329 |
| 1910       | 303 |
| 1929       | 326 |
| 1934       | 285 |
| 1946       | 221 |
| 1956       | 178 |
| 1965       | 68  |
| 1975       | 45  |
| 1985       | 30  |
| 1992       | 9   |
| 2001       | 33  |
| 2011       | 13  |
| Източници: |     |

В България за организирано събиране на данни за населението може да се говори след Освобождението от 1878 г. Първото преброяване на населението в Княжество България е проведено през 1880 г. До края на XIX век са извършени още две преброявания – 1887 и 1892 г. Към 31 декември 1900 г. се провежда преброяване на населението с програма, която е значително по-усъвършенствана в сравнение с предходните, като заедно с това е съобразена с решенията на Международния статистически институт. Преброяването обхваща населението, жилищните и нежилищните сгради и домашните животни. Може да се приеме, че преброяването от 1900 г. се използва като своеобразен модел за всички следващи преброявания до това от 1946 г.

По данни от първото преброяване на населението, през 1880 г. в село Чеканец са 352 души . При направеното преброяване на населението в Бурелските селища през 1926 г., селото наброява 291 души с 40 домакинства и 2965 декара орна земя. . През първото десетилетие на ХХІ век постоянно живеещите чеканчани са около 15 души.

## Културни и природни забележителности
Природна забележителност с местно значение е намиращата се в околностите на селото вековна букова гора, известна под името „Чеканска бука“. Има паметник на съветските летци, загинали при самолетна катастрофа в края на септември 1944 г.
Това, което е казано по горе е вярно, но само загатва за притегателната сила и магия на сгушеното в пазвите на планината землище на селото. Пътят след Чеканска река лъкатуши по планински склон и изведнъж се озоваваш като в „ИЗГУБЕНИЯТ СВЯТ“. Планинското естествено прикритие е спасило селото от ненужни погледи, строежи, изсичания на гора и други „щури“ идеи на модерния технологичен свят. Нищо обаче не е в състояние да спре набезите на родните хайдуци и грабители, от които селото е пропищяло. Почти няма къща и вила, които да не са ограбвани по няколко пъти. Природните красоти не правят никакво впечатление на обеднелите и гладни разбойници.....На южния скат е ПАДИНА, слънчево и спокойно място за отдих и релакс, обрасло предимно с широколистни дървета и застаряли сливи, орехи, ябълки и круши. Голама част от къщите и вилите са в лошо състояние и с видими следи от обирджиите. Достъпно е за излет и планинска разходка със здрави обувки и якя тояга, срещу влечугите, които в цялото землище не са рядкост. След близо километър сте в центъра на селото. Магазинът от няколко години е затворен, но за сметка на това там гордо се веят родния трибагреник и знамето на Европейския съюз. Възможно е да не видите никой...веднага ви грабва чистия и свеж планински въздух, от който чак ви прилошава...И да не срещнете човек ще видите над селото вековната букова гора. При силна буря или вятър тя сякаш „бучи“, затова чеканчани точно са я нарекли БУЧИЙЕ. Ако сте в селото и се извие буря ще я чуете и тръпки ще минат по тялото ви. Съвсем друго е ако за 30 – 40 мин. се изкачите над буковата гора. Ще се озовете на плато, осеяно с окопи и бункери правени преди 50 – 60 години. По важното е изгледът, който се разкрива....Гледаш на всички посоки и занемяваш. Панорамата, която се разкрива е поразителна. На север в далечината се очертават билата на СТАРА ПЛАНИНА, на юг се извисява обраслия връх ЧЕКАНСКА БУКА, на запад се извиват очертанията на ЗАВАЛСКА ТУМБА и извивките на граничната бразда със СЪРБИЯ, край с. Врабча и на изток пред погледа ти лежи хълмистото СОФИЙСКО ПОЛЕ и гордата снага на историческия ЧЕПЪН. Едва тогава разбираш със сетивата си какво значи да живееш свободно и без обремененост в Балкана. Това е тежък, но достоен живот....От висотата на платото погледът се спира на заобления ПЕСЪК и нагънатото възвишение КИТКА. Това е оброчно място с каменен кръст на една от чеканските фамилии и заслужава да се види. Отива се за 20-30 мин. по пресечена местност..

## Други
Планинският релеф на селището е определил и поминъка на хората. Старите чеканчани са били животновъди и всяка фамилия е имала дребно земеделско стопанство. Най-много са гледали овце, кози, крави, волове за теглене на коли, свине, по-малко коне и магарета. Всяка къща е отглеждала по 1 – 2 домашни планински кучета за опазване на хора и животни. Всяко семейство е притежавало по няколко ниви и ливади. В нивите са засявали жито и овес, царевица, картофи, фасул и леща. В близост до големия извор „ВРЕЛО“ са били разпределени зеленчуковите градини, където са засявали пипер, домати, краставици, лук, зелен боб, праз лук, цвекло, зеле и др. По течението на Чеканска река по фамилен принцип са били построени няколко водни мелници. Това е бил примитивен, но сигурен начин за получаване на пшеничено, овесено и царевично брашно. В началото на 20 век почти нищо не е останало от посочените стопанства. Сега в селото са останали двадесетина кози и две-три овце... Три пъти в седмицата карат хляб от съседни села... Магазинът е затворен. През последните 50 – 60 години с усилията на чеканчани и властите бяха направени някои придобивки, които разкриват днешния облик на селото. В края на петдесетте години на миналия век селото е електрифицирано, а в средата на седемдесетте години на м.век беше построен и пуснат пътя от мината през с. Ялботина до центъра на с. Чеканец. Пътят е тесен, но асфалтиран и дава възможност за бързо придвижване и транспортна комуникация. Преди около 30 години в селото бяха построен нов магазин и водопреносна система, която е подведена до всяко дворно място. Тези реални придобивки промениха живота и поминъка на чеканчани. Те допринесоха хубавите природни дадености на землището в края на 60-те и през 70-те години да бъдео пределена за вилна зона. Бяха построени десетки вили и къщи, а техните собственици се гордеят, че са част от чеканчани. От по старите чеканчани знам, че те единствено не са успели да пуснат телефон и да построят параклис в селото.

## Личности
Кирил Попов:  народен представител от групата на БЗНС (НП) в Шестото Велико народно събрание.